# Schnarup-Thumby
Schnarup-Thumby (tiếng Đan Mạch: Snabdrup-Tumby) là một đô thị thuộc huyện Schleswig-Flensburg, trong bang Schleswig-Holstein, nước Đức. Đô thị Schnarup-Thumby có diện tích 10,72 km², dân số thời điểm 31 tháng 12 năm 2006 là 607 người.